# Malligar, Hangal
Malligar là một làng thuộc tehsil Hangal, huyện Haveri, bang Karnataka, Ấn Độ.